# متانول

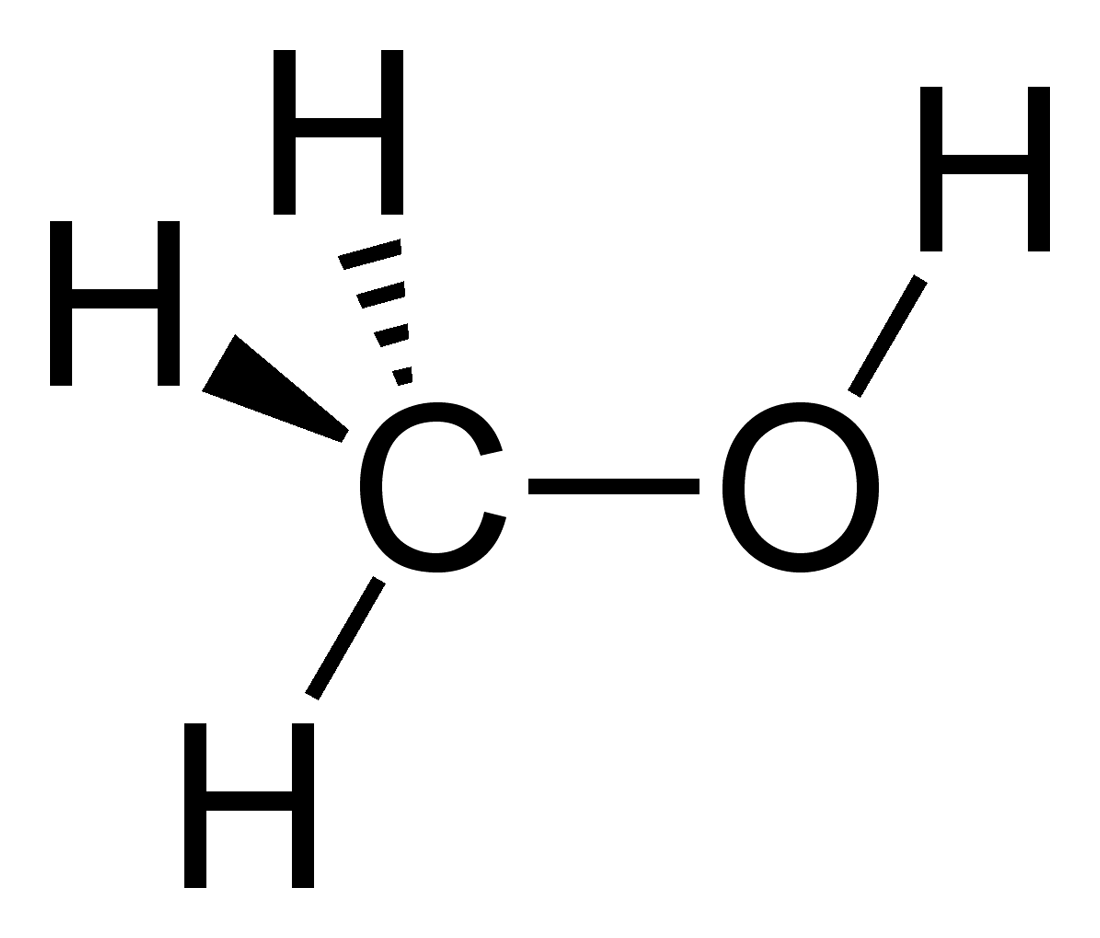
متانول.

متانول، متیل الکل، الکل متیلیک، کاربینول یا الکل چوب که ساده‌ترین نوع الکل‌هاست با فرمول شیمیایی CH۳OH شناخته می‌شود. متانول از فعالیت بی‌هوازی گونه‌های زیادی از باکتری‌ها تولید می‌شود و در نتیجه مقدار اندکی از بخار متانول وارد جو می‌شود و پس از چندین روز به‌وسیله اکسیژن و با کمک نور خورشید اکسید شده به آب و دی‌اکسید کربن تبدیل می‌گردد. البته در فرایند سوختن متانول هم از نظر مواد به‌دست آمده چنین اتفاقی رخ می‌دهد ولی بسیار سریعتر. در ضمن شعله سوختن متانول بی‌رنگ است و باید مراقب بود تا شعله آن سبب سوختگی نشود. با این حال متانول به مراتب سمی تر از اتانول است. با تولید بیش از ۲۰ میلیون تن در سال، از آن به عنوان پیش ماده دیگر مواد شیمیایی کالایی از جمله فرمالدئید، اسید استیک، متیل ترت بوتیل اتر و همچنین میزبان مواد شیمیایی تخصصی‌تر استفاده می‌شود.
C۲H۵OH+3O۲→2CO۲+3H۲O سوختن اتانول
۲CH۳OH + 3 O۲ → ۲ CO۲ + ۴ H۲O
در سال ۱۹۲۳ شیمیدان آلمانی، «ماتیاس پیِر»، متانول را از گاز سنتز (مخلوطی از CO و H۲ که از کُک به دست می‌آید) تولید کرد. در این فرایند، از کروماتِ روی به عنوان کاتالیزور استفاده می‌شد و واکنش در شرایط سختی مانند فشار ۱۰۰۰–۳۰۰ اتمسفر و دمای حدود ۴۰۰ درجه سانتی‌گراد انجام می‌گرفت. در شیوهٔ مدرنِ تولید متانول، از کاتالیزورهایی استفاده می‌شود که در فشارهای پایین عمل می‌کنند و کارایی مؤثرتری دارند.
امروزه گاز سنتز مورد نظر برای تولید متانول مانند گذشته از زغال به دست نمی‌آید، بلکه از واکنش متان موجود در گازهای طبیعی تحت فشار ملایم ۱۰–۲۰ اتمسفر و دمای ۸۵۰ درجه سانتی‌گراد با بخار آب و در مجاورت کاتالیزور نیکل تولید می‌شود. CO و H۲ تولید شده، تحت تأثیر کاتالیزوری که مخلوطی از مس و اکسید روی و آلومینیوم است، واکنش داده، متانول ایجاد می‌کنند. این کاتالیزور نخستین بار در سال ۱۹۶۶ توسط ICI استفاده شد. این واکنش در فشار ۵۰–۱۰۰ اتمسفر و دمای ۲۵۰ درجه سانتی‌گراد صورت می‌گیرد.
روش دیگر تولید متانول، واکنش دی‌اکسیدکربن با هیدروژن 
اضافی است که تولید متانول و آب می‌کند.

## کاربرد های صنعتی
به‌عنوان ضدیخ، حلال و سوخت بکار برده می‌شود. از متانول برای تقلیب اتانول نیز استفاده می‌شود، این عمل به منظور غیرقابل شرب نمودن اتانولی که برای مصارف صنعتی تولید می‌شود انجام می‌پذیرد (در کشورهای اسلامی به جهت مسائل شرعی و در کشورهای دیگر به جهت معافیت از مالیات فروش مواد مست‌کننده) بدین منظور از مواد دیگری چون پریدین و تربانتین نیز استفاده می‌شود.
متانول به صورت محدود به عنوان سوخت در موتورهایی با سیستم احتراق داخلی استفاده می‌شود. متانول تولید شده از چوب و سایر ترکیبات آلی را متانول آلی یا بیو الکل می‌نامند که یک منبع تجدید شدنی برای سوخت است و می‌تواند جایگزین مشتقات نفت خام شود. با این همه، از بیو الکل ۱۰۰ درصد نمی‌توان در ماشین‌های دیزلی بدون ایجاد تغییر در موتور ماشین استفاده کرد. متانول به عنوان حلال، ضدیخ و در تهیه سایر ترکیبات شیمیایی استفاده می‌شود.
۴۰ درصد از متانول تولیدی برای تهیه فرمالدئید استفاده می‌شود که آن هم در تهیه پلاستیک، تخته سه لایی، رنگ و مواد منفجره استفاده می‌شود. برای تغییر ماهیت اتانول صنعتی و جلوگیری از کاربرد آن به عنوان نوشیدنی، مقداری متانول به آن اضافه می‌کنند. دی متیل اتر از مشتقات متانول است که به جای CFCها در افشانه‌های آتروسل به عنوان پیشرانه استفاده می‌شود. همچنین از متانول در تهیه استیک اسید و متیل ترشیو بوتیل اتر نیز استفاده می‌شود.
متانول یک سوخت با اکتان بالا و پاک سوز است که  می تواند یک جایگزین بالقوه مهم برای بنزین در وسایل نقلیه خودرویی باشد.
از این ماده برای ساخت بسیاری از مواد رنگزدای مصنوعی مهم، رزین ها، مواد دارویی و عطرها استفاده می گردد.  متانول برای مواد رنگزدا به دی متیلانیلین و برای رزین های مصنوعی به فرمالدئید تبدیل می شود.

## شناسایی خطرات
متانول اثرات مخربی بر روی بینائی داشته و از راه پوست جذب می‌شود. فوق‌العاده قابل احتراق بوده اما در دمای محیط آتش نمی‌گیرد. بین متانول و فلزاتی از قبیل پتاسیم، منیزیم، اکسیدکننده‌هایی مثل پرکلرات باریم، برومین کلرین، پراکسید هیدروژن و سدیم در صورت وجود حرارت خاصیت انفجاری ایجاد می‌کند متانول با کلروفرم، دی اتیل روی، کلریدسیانوریک و نیتریک اسید شدیداً واکنش می‌دهد.
در صورت تجزیه حرارتی متانول به دی اکسیدکربن (CO2,CO) و فرمالدئید تولید می‌شود.

## نکات ایمنی
متانول ماده‌ای سمی است و نوشیدن آن موجب نابینایی و حتی مرگ می‌شود. به دلیل اینکه متانول به راحتی از طریق خوردن، تماس پوستی و تنفس جذب بدن می شود بنا بر احتیاط هنگام استفاده از متانول باید از ماسک و دستکش استفاده کرد.حتی الامکان مراحل کار در زیر هود انجام گیرد.

## مکانیسم اثر متانول در بدن انسان
تاثیر خواص سمی متانول در نتیجه تجمع فرمت در خون و بافت بدن شخص در معرض ماده است که باعث تولید اسیدوز متابولیک و سمیت چشمی می شود و در نهایت منجر به کوری می شود.اثرات سیستم عصبی مرکزی می تواند منجر به نقایص عصبی طولانی مدت شود.قرار گرفتن در معرض طولانی مدت استنشاقی ممکن است باعث سردرد و سوزش چشم شود. قرار گرفتن در معرض زیاد می تواند باعث کما و مرگ شود.

## اقدامات اورژانسی
پس از مسمومیت با متانول باید سریعاً الکل اتانول به صورت وریدی یا خوراکی برای بیمار شروع و دیالیز انجام شود.